# Shōta Kobayashi
Shōta Kobayashi (古林 将太?, Kobayashi Shōta; Minamiashigara, 11 maggio 1991) è un ex calciatore giapponese, di ruolo centrocampista.

## Palmarès

### Club

#### Competizioni nazionali
- J2 League: 1

Shonan Bellmare: 2014